# 歌劇
歌劇（かげき）は、舞台芸術の一種。せりふ運びの一部、または全てを歌唱によって行う演劇の総称である。

## 概要
西洋のオペラを指すことが多く、オペレッタ（operetta）は、「軽歌劇」「喜歌劇」などと訳される。
また、レビューまたはミュージカルを上演している日本の少女歌劇も、「歌劇」と称されている。

## 日本の主な歌劇団体
- オペラの団体
  - 二期会
  - 藤原歌劇団
  - 東京室内歌劇場
  - オペラシアターこんにゃく座
  - 根岸大歌劇団 （浅草オペラ）
  - 東京オペラ・プロデュース

- 少女歌劇系の団体
  - 宝塚歌劇団
  - OSK日本歌劇団
  - 松竹歌劇団
  - 月蝕歌劇団
  - 南青山少女歌劇団
  - 歌劇★ビジュー
  - 花やしき少女歌劇団
  - ファニーダイア
  - ハウステンボス歌劇団
  - 堺少女歌劇団
  - 少女歌劇団ミモザーヌ
  - 096k熊本歌劇団
  - ×純文学少女歌劇団